# Breathe on me
「Breathe on me」（ブリース・オン・ミー）は、2001年8月29日に発売されたNew Cinema 蜥蜴の10枚目のシングル。

## 内容
前作の「Free Bird」に続いて、テレビ東京系「PROJECT ARMS」オープニングテーマ。100位以内にランクインした作品は本作で最後となった。
尚、表題曲はアニメで使われていたバージョンとは異なった内容となっている。

## 収録曲
全曲　作詞：舩木基有 作曲：岩井勇一郎 編曲：New Cinema 蜥蜴
1. Breathe on me
2. FRIENDS
3. Cloudy Sky
4. Breathe on me(instrumental)